# مالا رکا (ترگوویشته)
مالا رکا (به صربی: Mala Reka) یک منطقهٔ مسکونی در صربستان است که در ترگوویشته واقع شده‌است. مالا رکا ۲۱ نفر جمعیت دارد.